# أدوبي فوتوشوب ألبوم
أدوبي فوتوشوب ألبوم (بالإنجليزية: Adobe Photoshop Album)‏ هو برنامج من قبل أدوبي سيستمز مصمم لاستيراد وتنظيم وتعديل الصور الرقمية، ويتيح سهولة وسرعة البحث والمشاركة لمجموعات كاملة من الصورة. يتم في الغالب مقارنته بآي فوتو من شركة أبل وبيكاسا من جوجل.
أدوبي فوتوشوب ألبوم تم إطلاقه في البداية في 18 فبراير 2003. آخر نسخة كانت فوتوشوب ألبوم 2.0.1، التي تم إطلاقها في 18 مارس 2004. قامت أدوبي بإيقاف النسخة الكاملة من فوتوشوب ألبوم ورشحت أدوبي فوتوشوب إليمنتس Adobe Photoshop Elements بدلاً منه.